# Ponte do Burgo
A Ponte do Burgo é uma ponte medieval, construída sobre uma ponte mais antiga de origem romana, que atravessa o rio Lérez, na cidade de Pontevedra, em Espanha. Por ela passa o  caminho português de peregrinação a Santiago de Compostela. A ponte está localizada a norte do centro histórico de Pontevedra e a sul do bairro do Burgo. Entre os arcos por cima dos pilares são esculpidas as famosas conchas de pedra dos peregrinos.

## História
A actual ponte medieval é a herdeira da primeira ponte romana sobre a qual passava a estrada romana XIX, segundo o itinerário de Antonino. Esta ponte ainda existia no século XI, mas estava em ruínas. Ficou durante muito tempo o único ponto de passagem do rio Lérez no Caminho Português de Santiago.
As primeiras referências a ela datam de 1165, quando os reis Fernando II do Leão e Afonso I assinaram o tratado de paz intitulado Super flumen Lerice in vetula ponte, referindo-se a ponte velha à antiga ponte romana. No século XV, a ponte tinha 15 arcos, perdendo um arco quando foi construído um novo dique para aumentar a profundidade do porto.

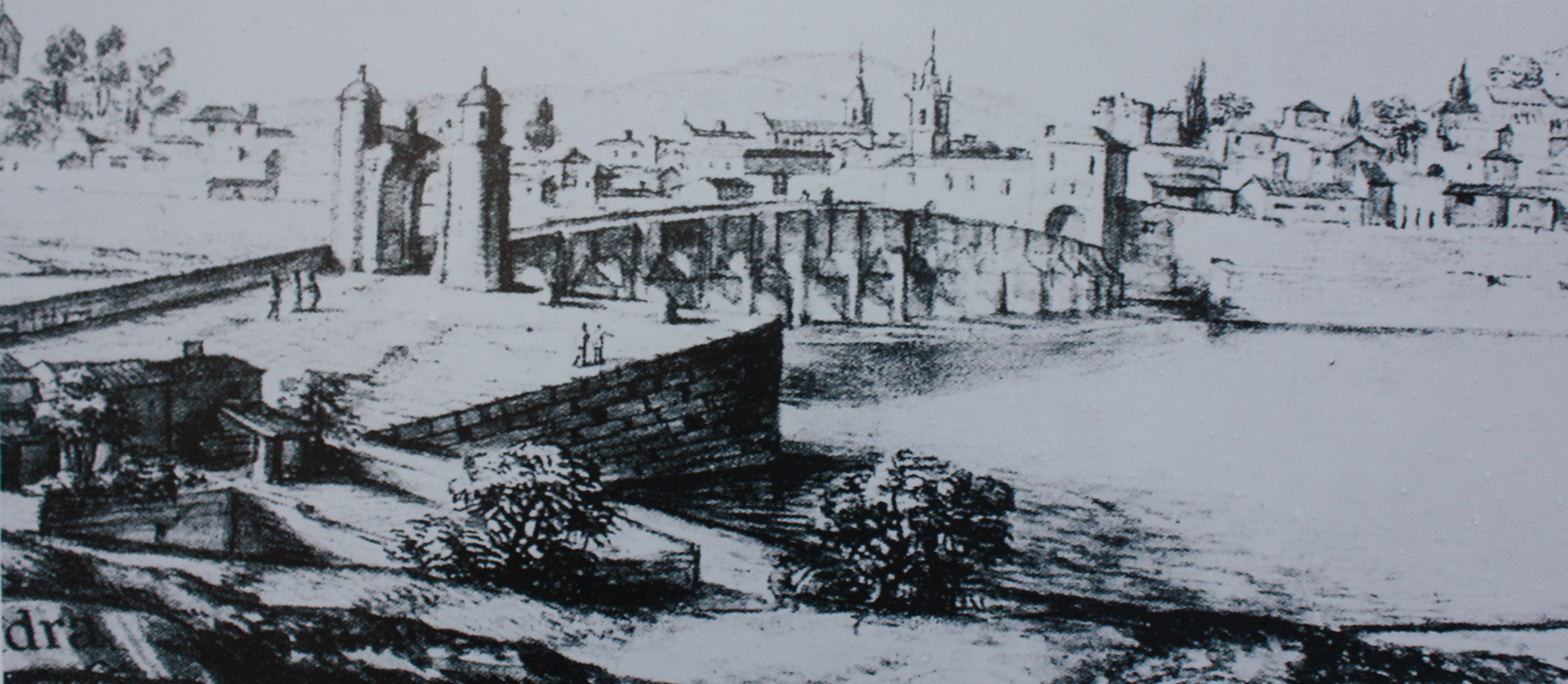
Ponte do Burgo em 1669 a partir de uma ilustração de Pier Maria Baldi

No século XVI, a ponte tinha duas torres defensivas, uma de cada lado do rio, sendo a mais próxima da cidade ligada às muralhas de Pontevedra e anexada à antiga prisão, como mostram os desenhos de Pier Maria Baldi e Celso Garcia de la Riega. Em 26 de Novembro de 1646, uma enorme cheia do rio Lérez quase fez cair a ponte. As torres foram destruídas pelos ingleses em 1719. Uma delas foi reconstruída, mas desapareceu definitivamente em 1805. No centro existia um cruzeiro que, em meados do século XIX, foi transferido para as imediações da Praça Alonso de Fonseca, ao lado da Basílica de Santa María Maior. Nessa altura, a ponte tinha apenas 12 arcos visíveis. A ponte encontra-se sobre o brasão da cidade com a sua torre e o seu cruzeiro.
A primeira grande reforma da ponte foi realizada em 1886 sob a direcção do engenheiro Prudencio Guadalfajara para a sua reparação e ampliação. Em 1890, o parapeito de pedra foi removido e foi instalado um corrimão metálico.
Entre 1953 e 1954 levou-se a cabo uma grande reforma e ampliação, com duas faixas para veículos e calçadas de ambos os lados para peões.  Na altura surgiu a ideia de se cobrirem as calçadas, mas isso não se realizou por falta de verbas. As vieiras talhadas nos arcos eram uma obra encomendada en 1950 a Raymundo Vazquez e feita por um dos seus pedreiros. 
Em 1988, foram construídas plataformas de betão para a extensão da Avenida de Buenos Aires, apoiadas por pilares, que ocultavam o 11º arco da ponte abaixo. Durante as escavações, o famoso miliário de Adriano, datado de 134 D.C., foi descoberto.
Em 2006, uma escavação arqueológica descobriu os arcos de número 14 e 15 da ponte e o cais do porto do século XV com um arco cego quebrado. Durante a escavação, os arqueólogos encontraram dois miliários, um dedicado ao Imperador Maximino II do século XV e o outro ao Imperador Nerva do século I.

### Pedonalização
Em meados de 2019, iniciaram-se os trabalhos de pedonalização completa da ponte e ficou concluída em 2020, com a instalação de nova iluminação nocturna. ·  Em resultado desta renovação, foi colocado um novo pavimento de granito e o antigo corrimão foi removido e substituído por um novo. ·  · .

## Descrição
É uma ponte pedonal em arco de pedra que sofreu alterações em diferentes alturas. Feita de granito, é constituída por onze arcos de volta perfeita rebaixados. A ponte tem 10 arcos visíveis, talhamares, um corrimão de aço galvanizado cinza de 1,10 metros de altura com iluminação integrada e vieiras de pedra adicionadas como medalhões entre os arcos por cima dos pilares da ponte nos anos 50.
A ponte do Burgo tem 11,2 metros de largura e 158 metros de comprimento. O pavimento de pedra incorporou em 2020 pequenas luzes azuis que marcam o camino português de peregrinação a Santiago de Compostela.

## Cultura
No extremo sul da ponte, na sua confluência com o centro histórico de Pontevedra, existe uma zona arqueológica com os restos da ponte medieval original (especialmente os arcos 14 e 15) e o porto medieval, que tinha sido enterrado por trabalhos realizados ao longo dos séculos.

### Artigos relacionados
- Bairro do Burgo
- Ponte da Barca
- Ponte dos Tirantes
- Ponte das Correntes
- Ponte de Ponte Sampaio